# Tolkien Trust
El Tolkien Trust es una organización benéfica británica fundada en 1977 que gestiona el patrimonio de J. R. R. Tolkien (el Tolkien Estate). Actualmente, es uno de los partidarios del WWF en Reino Unido.
The Trust apoya causas caritativas como:
- socorro en desastres y emergencias, ayuda en ultramar y desarrollo;
- organizaciones benéficas de la salud;
- causas medioambientales;
- educación y arte.[4]

El 11 de febrero de 2008, junto a la editorial de Tolkien HarperCollins, presentó una demanda contra New Line Cinema sobre los beneficios de la trilogía cinematográfica de El Señor de los Anillos. El 8 de septiembre de 2009, se anunció un acuerdo entre The Tolkien Trust y New Line, eliminando un posible obstáculo para el desarrollo de una nueva película basada en El hobbit.